# Condado de Gadsden
O condado de Gadsden (em inglês:  Gadsden County) é um dos 67 condados do estado americano da Flórida. A sede e cidade mais populosa do condado é Quincy. Foi fundado em 24 de junho de 1823.

## Geografia
De acordo com o United States Census Bureau, o condado possui uma área de 1 369 km², dos quais 1 337 km² estão cobertos por terra e 32 km² por água.

## Demografia
Segundo o censo nacional de 2010, o condado possui uma população de 46 389 habitantes e uma densidade populacional de 35 hab/km². Possui 19 506 residências, que resulta em uma densidade de 15 residências/km².
Das seis localidades incorporadas no condado, Quincy é a mais populosa e a mais densamente povoada, com 7 972 e densidade populacional de 389,1 hab/km². Greensboro é a menos populosa, com 602 habitantes. De 2000 para 2010, a população de Midway cresceu 108% e a de Gretna reduziu em 15%. Apenas três localidades possuem população superior a 10 mil habitantes.